# Periarchiclops scutellaris
Periarchiclops scutellaris är en tvåvingeart som först beskrevs av Fallen 1820.  Periarchiclops scutellaris ingår i släktet Periarchiclops och familjen parasitflugor. Arten är reproducerande i Sverige. Inga underarter finns listade i Catalogue of Life.